# South Fayette
South Fayette è una township degli Stati Uniti d'America, nella contea di Allegheny nello Stato della Pennsylvania. Secondo il censimento del 2000 la popolazione è di 12.271 abitanti.

## Società

### Evoluzione demografica
La composizione etnica vede una prevalenza della razza bianca (93,93%) seguita da quella afroamericana(3,50%), dati del 2000.
| township di South Fayette Popolazione |        |
| 2000                                  | 12.271 |
| Stima al 01-07-07                     | 13.166 |